# سارة بوند (مديرة تنفيذية)
سارة بوند (بالإنجليزية: Sarah Bond); ( مواليد عام 1978), هي مديرة تنفيذية أمريكية ورئيسة قسم Xbox الحالية في Microsoft، وتشرف على عمليات العلامة التجارية بأكملها كمنصة ونظام بيئي، بما في ذلك الأجهزة(إكس بوكس ،Xbox PC) وتجارب اللاعبين، وهندسة المنصة، واستراتيجيات الشركة، والبيانات والتحليلات، وتطوير الأعمال والشراكات. 

## المسيرة المهنية
بدأت حياتها المهنية كشريك مشارك في شركة ماكينزي وشركاه .  عند انتقالها إلى شركة T-Mobile ، شغلت سارة مناصب رئيسية، بما في ذلك رئيس موظفي الرئيس التنفيذي جون ليجير ، ثم نائب الرئيس الأول للاستراتيجية والتطوير المؤسسي. 
في عام 2017، انضمت سارة إلى مايكروسوفت، وبدأت العمل كنائب رئيس الشركة المشرف على تطوير أعمال الألعاب والشراكات في Xbox. تولت لاحقًا منصب نائب الرئيس التنفيذي لتجربة منشئي الألعاب والنظام البيئي.   لعب بوند دورًا محوريًا في تتمثيل مايكروسوفت خلال العرض الذي تم التدقيق فيه للاستحواذ على أكتيفجن بليزارد، بما في ذلك الشهادة في محاكمة لجنة التجارة الفيدرالية (FTC) ضد مايكروسوفتفي عام 2022.  
في عام 2022، حصلت على جائزة Visionary Award من GamesBeat في عام 2022 لمساهماتها في الصناعة.  في 26 أكتوبر 2023، تمت ترقية سارة إلى منصب رئيس قسم Xbox، حيث كانت تقدم تقاريرها مباشرة إلى الرئيس التنفيذي لشركة مايكروسوفت للألعاب، فيل سبنسر . 
بالإضافة إلى مايكروسوفت، خدمت سارة في مجالس إدارة منظمات مثل Zuora و Chegg وEntertainment Software Association (ESA).   

## الحياة الشخصية
وُلِدت سارة في موريس تاون، نيو جيرسي ، في أكتوبر 1978، وهي واحدة من بين سبعة أشقاء. كان والدها رئيس تنفيذي لشركة اتصالات، وعملت والدتها في مجال التكنولوجيا في شركة AT&T قبل أن تنتقل إلى العمل الخيري.  قضت سارة جزءًا من طفولتها خارج الولايات المتحدة، حيث عاشت في المملكة المتحدة لمدة عشر سنوات من أجل تعليمها قبل العودة إلى الولايات المتحدة.   حصلت على درجة البكالوريوس في الاقتصاد من جامعة ييل وحصلت على درجة الماجستير في إدارة الأعمال من كلية هارفارد للأعمال .  